# Mercedes Olivera Bustamante
María Mercedes Olivera Bustamante (Ciudad de México; 1934-San Cristóbal de Las Casas; 7 de agosto de 2022) fue una antropóloga y feminista mexicana. Docente-investigadora, líder del Cuerpo Académico Estudios de Género y Feminismo del Centro de Estudios de México y Centroamérica (CESMECA). Inició sus estudios en la Licenciatura en Antropología en la Escuela Nacional de Antropología e Historia (ENAH) en 1956. Doctora en Antropología por la Universidad Nacional Autónoma de México (UNAM), formó parte del Sistema Nacional de Investigadores (SNI) y contó con Perfil Promep.
Fundadora de diversas organizaciones de la sociedad civil, como el Centro de Investigación y Acción de la Mujer Latinoamericana (CIAM), Colectivo Feminista Mercedes Olivera (Cofemo), Centro de Derechos de la Mujer de Chiapas (CDMCH), todas éstas en San Cristóbal de Las Casas, Chiapas.
Se dedicó a trabajar en colaboración con mujeres indígenas, derechos humanos, derechos laborales y sexualidad.
Falleció el 7 de agosto del 2022 a los 87 años luego de una larga lucha contra el cáncer.

## Estudios
Estudió en la Escuela Nacional de Antropología e Historia (1956). Inició trabajando con comunidades indígenas de Puebla.

## Trayectoria
En 1970, comenzó a trabajar con el Instituto Nacional Indigenista en Chiapas y con la Escuela de Desarrollo en San Cristóbal de las Casas; sin embargo su director, Gonzálo Aguirre Beltrán, la despidió. A partir de entonces, comenzó a involucrarse en movimientos sociales. En 1976, comenzó a trabajar en las fincas cafetaleras chiapanecas, al lado de las también antropólogas Ana Bella Pérez y Ana Salazar.
Desde la década de 1980, ha trabajado con mujeres, refugiadas y niños de Chiapas, Guatemala, Nicaragua y El Salvador. Trabajó con el Centro de Información y Análisis para la Mujer Centroamericana. También colaboró con la organización Mama Maquín, con quienes cuestionó el papel de feministas e investigadoras en la defensa de los derechos de las mujeres indígenas, así como cierta actitud paternalista y visión eurocentrista. Por ello comenzó a reflexionar sobre cómo el racismo y el clasismo también permean las relaciones entre mujeres.
Asimismo, plantea el cuestionamiento de lo que ella denominaba “feminismo indígena”.
En marzo de 2012, la Universidad de Ciencias y Artes de Chiapas (UNICACH) reconoció su trayectoria académica y activismo a favor de las mujeres otorgándole el Doctorado Honoris Causa al que renunció en febrero de 2018 en protesta porque la misma institución entregaría el reconocimiento a Salvador Cienfuegos Zepeda, titular de la Secretaría de la Defensa Nacional (Sedena), a quién Olivera consideraba responsable por las violaciones, desapariciones y muertes de mujeres y hombres.
En mayo de 2016 fue distinguida con el premio Memorial de Disertaciones Martin Diskin, que cada año se otorga en el marco del Congreso Internacional de la Asociación de Estudios Latinoamericanos (LASA)
Fue además, fundadora de diversas organizaciones de la sociedad civil, como el Centro de Investigación y Acción de la Mujer Latioamericana(CIAM) Colectivo Feminista Mercedes Olivera (COFEMO), Centro de Derechos de la Mujer de Chiapas (CDMCH), todas éstas en San Cristóbal de Las Casas, Chiapas.

## Obras
- "Pillis y macehuales: las formaciones sociales y los modos de producción de Tecalli del siglo XII al XVI", 1978
- "Análisis regional de la población indígena de México", 1973
- "De sumisiones, cambios y rebeldías. Mujeres indígenas de Chiapas", 2004
- "Subordinación de género e interculturalidad: Mujeres desplazas en Chiapas", 2004
- "Género y negociación reproductiva: un estudio en una comunidad rural de Chiapas", 2005
- "Violencia Feminicida en Chiapas, Razones Visibles y Ocultas de Nuestras Luchas", 2008
- "El impacto de la Crisis Alimentaria en las Mujeres Rurales de Bajos Ingresos", 2008-2009
- "Mujeres Marginales de Chiapas. Región Los Altos", 2011
- "Chiapas, Miradas de Mujer", 2011

#### Artículos de revistas[7]
- "Sobre la explotación y opresión de las mujeres acasilladas en Chiapas", 1979
- "Género y negociación reproductiva: un estudio en una comunidad rural de Chiapas", 2005
- "Subordinación de género e interculturalidad: Mujeres desplazas en Chiapas", 2004
- "Análisis regional de la población indígena de México", 1973
- "Los indígenas del norte de Oaxaca y su participación en la vida nacional", 1971
- "Los choloques y los cholultecas: apuntes sobre las relaciones étnicas en Cholula hasta el siglo XVI", 1969
- "La familia en Tlaxcalancingo: un problema de desorganización social", 1967
- "Notas sobre las actividades religiosas en Tlaxiaco", 1963

#### Colaboraciones en obras colectivas[7]
- "A propósito de Chiapas: la paz en la guerra", 2008
- "Feminismo desde otras culturas", 2001
- "La Otra Palabra, Mujeres y Violencia en Chiapas, Antes y después de Acteal", 1998

#### Reseñas[7]
- "Espacios diversos, historia en común, México, Guatemala y Belice: la construcción de una frontera", 2008.

#### Obras Colectivas[7]
- "Violencia feminicida en Chiapas: razones visibles y ocultas de nuestras luchas, resistencias y rebeldías", 2008.
- "De la violencia como pecado", 2009
- "Movimiento chiapaneco en defensa de la tierra y el territorio y el derecho de las mujeres a participar". Directorio de organizaciones campesinas y de mujeres en Chiapas Mercedes Olivera Bustamante, Amaranta Cornejo Hernández y Mauricio Nucamendi Arellano, 2016.